# Joan Baptista Aguilar-Amat i Banús
Joan Baptista Aguilar-Amat i Banús (Barcelona, 19 de juliol de 1882 — Barcelona, 1936) fou un zoòleg, conservador de malacologia del Museu de Biologia de Barcelona (1929-36) i director del Museu de Biologia.
Va rebre la seva formació a Barcelona, la ciutat on va néixer, fins a obtenir el títol d'Enginyer industrial. Aguilar-Amat fou un dels fundadors de la Institució Catalana d'Història Natural (ICHN) i durant el 1911 ocupà la presidència d'aquesta institució, després de la dimissió de l'anterior president, Josep Maria Bofill i Pichot. S'ocupà de l'estudi dels mol·luscs dels Països Catalans i d'alguns territoris d'Àfrica i del sud d'Àsia. Col·laborà amb Artur Bofill i Poch i Frederik Haas en els estudis sobre malacologia catalana. També és notable el seu treball en el camp de la mastologia. Establí un catàleg dels mamífers trobats i citats a Catalunya fins al 1931.
A més de a la Institució Catalana d'Història Natural, va pertànyer a diverses institucions científiques, i a través de la seva correspondència amb altres eminents naturalistes, es destaca i s'albira la seva valua com a científic. Va col·laborar en moltes revistes nacionals i estrangeres, i, també, va traduir nombroses obres de Ciències Naturals. La llarga llista dels seus articles apareguts en el Butlletí de la Institució Catalana d'Història Natural, i en els Treballs del Museu de Ciències Naturals de Barcelona, deixen entreveure com
va ser d'ingent la seva capacitat de feina.
Durant la Guerra Civil fou pres la nit del 17 de setembre de 1936 per un escamot de milicians i tancat a la presó de Sant Elies, de la qual fou tret i assassinat al cap d'uns mesos.